# Лусине Закарян
Лусине Абетовна Закарян (на арменски: Լուսինե Զաքարյան), родена като Светлана Закарян е арменска оперна певица, сопрано.

## Биография
Лусине Закарян е родена на 1 юни 1937 г. в Грузинска ССР. Израства в района на Самцхе-Джавахети в южна Грузия. През 1952 г. семейството ѝ се премества в Ереван, където тя посещава средно музикално училище. През 1957 г. влиза в Държавната музикална консерватория в Ереван, а певческия ѝ талант скоро става очевиден.
От 1970 до 1983 г. Закарян е солистка със симфоничния оркестър на арменската телевизия и радио. Освен това пее в хора на Арменската апостолическа църква на Светия престол в катедралата Ечмиадзин.
Освен това Закарян пее част от международния оперен репертоар, както и арменска традиционна и църковна музика. Наградена е със званието Народен артист на Арменската ССР и е лауреат на Държавната премия на Арменската ССР.